# Andreu Febrer i Callís
Andreu Febrer i Callís (* zwischen 1375 und 1380 in Vic; † zwischen 1437 und 1444 ebenda) war ein katalanischer Dichter und Troubadour des späten Mittelalters, der gleichzeitig ein ausgewiesener militärischer Fachmann war. Von ihm sind 15 Gedichte erhalten. Sie zeichnen sich durch starke Provenzalismen in der katalanischen Sprache aus, was diesen insgesamt einen archaischen Ton verleiht.

## Leben und Werk
Andreu Febrer war kleinbürgerlicher Herkunft aus Handwerkerkreisen. Dank seiner guten Ausbildung im Schreiben trat er in die königliche Kanzlei ein. 1393 ist er als Schreiber von König Johann I. nachgewiesen. 1398 war er königlicher Kellner von Martin I. In der Zeit dieses Königs reiste er als Diplomat nach Frankreich und Italien. Er brachte von diesen Reisen neue poetische Einflüsse mit. Andreu Febrers Poesie repräsentiert eine Troubadourlyrik in der Art von Arnaut Daniel. 1420 nahm Andreu Febrer mit König Alfons V. (dem Großmütigen) an der berühmten Seeexpedition nach Korsika und Sardinien teil. Nach Jahren des Militärdienstes ließ er sich 1429 in Barcelona nieder und stellte dort seine Übersetzung von Dante Alighieris Göttlicher Komödie fertig.
Von Andreu Febrer sind 15 Gedichte erhalten. Elf handeln über Liebesthemen, zwei handeln von Kriegen und zwei stellen höfische Lobreden dar. In den Liebesgedichten taucht eine Dame auf, die im Dichter eine zerstörerische Leidenschaft auslöst. Der Dichter zeigt die typischen Verliebtheitssymptome: Schüchternheit, Leid usw. Die Kriegsgedichte basieren auf der Expedition, die König Martin I. von Aragon in Tunis unternahm, um einige heilige Monstranzen zurückzuerobern, die von muslimischen Piraten gestohlen worden waren. Diese Gedichte greifen typische Themen der Kreuzzugsdichtung des 11. und 12. Jahrhunderts auf. Was die höfischen Lobpreisungen betrifft, so richtet sich die eine an die Damen des Hofes von Cardona, während die andere eine Lobpreisung an Königin Maria von Sizilien ist und den guten Einfluss erklärt, den die sieben Planeten auf sie haben.
Andreu Febrer stellte die Übersetzung ins Katalanische von Dantes Göttlicher Komödie 1429 fertig. Er hatte damit deutlich früher begonnen. Er verfasste diese Übersetzung mit großer sprachlicher und metrischer Genauigkeit, weil man es in Poesie und nicht in Prosa macht. Er passte die italienische Silbenform an die katalanische an und berücksichtigte dabei die unterschiedlichen rhythmischen Muster. Andreu Febrer verwendete hierbei nicht mehr das poetisch-provenzalisches Katalanisch aus seiner eigenen Lyrik. Er „übersetzt“ hier im Vollsinn des Wortes und nimmt dabei sprichwörtlich die neuen Ideen des Werkes auf.